# 合歡山東峰
合歡山東峰，又稱合歡東峰，為台灣中央山脈北段主脊上的一座山峰，合歡山的一座副峰，標高3,421公尺，比合歡山主峰還高，台灣百岳排名第35，位於花蓮縣秀林鄉富世村與南投縣仁愛鄉德鹿谷村之間，太魯閣國家公園的西南角。 

## 簡介

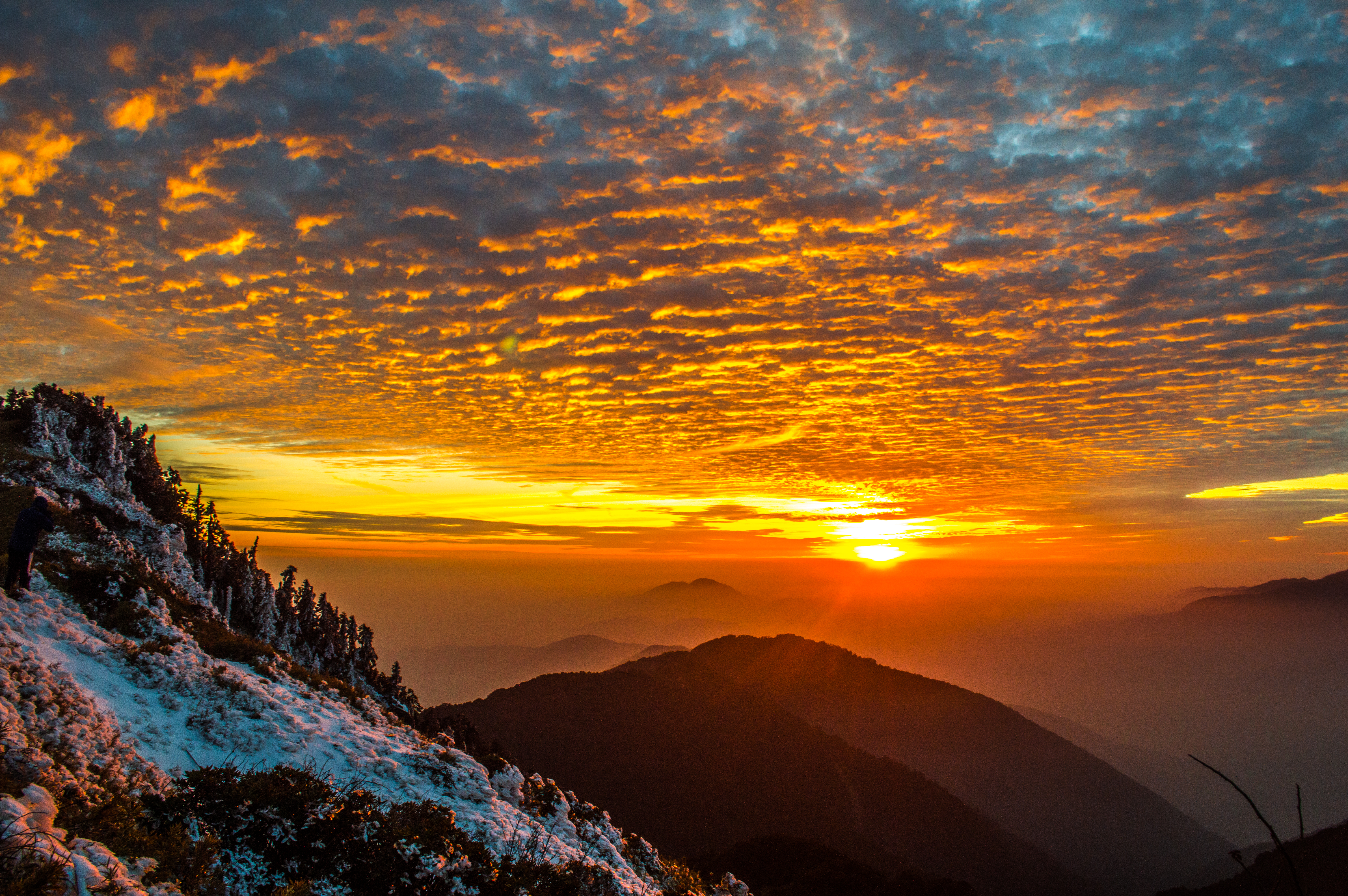
合歡山東峰所見的夕陽。

合歡山東峰與東方的奇萊北峰對望，日出在東方奇萊北峰的背後，北邊隔省道台14甲線、合歡山遊客服務中心與北合歡山、石門山、合歡尖山對望，西北邊被台14甲線穿過武嶺與合歡主峰對望，其西邊向南直至東邊，三面深谷受濁水溪所侵蝕切割，其中西邊崩壁是濁水溪北源所在，為目前公認濁水溪主流之源。
合歡東峰步道位於松雪樓後方，同滑雪山莊入口處，全程皆鋪設木棧，平順且好走，路途可見廢棄纜車車站與遠眺奇萊山等美景。

## 外部連結
- 【台灣，你好！】沙發環島空拍鷹眼系列 - 2015/7/22 合歡山 卷一 （页面存档备份，存于）
- 微笑台灣：走上合歡東峰，在時光流轉中品味山的美感 （页面存档备份，存于）
- 自然步道 - 合歡東峰步道 - 山林悠遊網 （页面存档备份，存于）
- 合歡主峰步道－太魯閣國家公園 （页面存档备份，存于）
- 合歡東峰步道－太魯閣國家公園 （页面存档备份，存于）